# Bad Religion (EP)
Bad Religion es el título homónimo del primer trabajo de la banda californiana de punk rock Bad Religion. Se grabó y se lanzó en 1981, siendo, además, el primer trabajo oficial que lanzó Epitaph (número de serie #epi-brep1) en su historia, el sello discográfico independiente del guitarrista de la banda, Brett Gurewitz.
El EP fue lanzado en formato 7" y se encuentra fuera de mercado. Contiene seis canciones que serían relanzadas en el recopilatorio de 1991, 80-85, donde la banda reúne sus mejores temas de sus cinco primeros años.

## Listado de canciones
| Cara A |                    |              |          |  |
| N.º    | Título             | Escritor(es) | Duración |  |
| 1.     | «Bad Religion»     | Gurewitz     | 2:17     |  |
| 2.     | «Politics»         | Graffin      | 0:59     |  |
| 3.     | «Sensory Overload» | Gurewitz     | 1:21     |  |

| Cara B |                   |              |          |  |
| N.º    | Título            | Escritor(es) | Duración |  |
| 4.     | «Slaves»          | Graffin      | 1:20     |  |
| 5.     | «Drastic Actions» | Gurewitz     | 2:36     |  |
| 6.     | «World War III»   | Graffin      | 0:54     |  |

## Créditos
- Greg Graffin - cantante
- Brett Gurewitz - guitarra
- Jay Bentley - bajo
- Jay Ziskrout - batería